# گوهردان
گوهردان، روستایی از توابع بخش مرکزی شهرستان آستانه اشرفیه در استان گیلان ایران است.

## جمعیت
این روستا در دهستان کورکا قرار دارد و براساس سرشماری مرکز آمار ایران در سال ۱۳۹۵، جمعیت آن ۳۷۰ نفر (۱۵۰خانوار) بوده‌است.